# ویرایش ویکی‌پدیا توسط اورینج‌مودی
در ۳۱ اوت ۲۰۱۵، اجتماع ویکی‌پدیای انگلیسی ۳۸۱ حساب کاربری زاپاس را کشف کرد که مشغول به فعالیت در یک حلقهٔ مخفی ویرایش در برابر دستمزد بودند. مشارکت‌کنندگان این حلقه، از شرکت‌ها و تجارت‌های متوسطی که مقاله‌هایی که در مورد آن‌ها نوشته می‌شد در ویکی‌پدیا مورد تأیید قرار نمی‌گرفت، مبلغی را برای ایجاد دوبارهٔ مقالات دریافت می‌کردند. این رسوایی، که با اشاره به اولین حساب کاربری کشف‌شده، نام مستعار اورینج‌مودی (به انگلیسی: Orangemoody) برای آن انتخاب شد، با پیشی گرفتن از ابعاد رویداد ویرایش ویکی‌پدیا توسط ویکی-پی‌آر، که در سال ۲۰۱۳ به کشف و قطع دسترسی حدود ۲۵۰ حساب زاپاس منجر شده‌بود، وسیع‌ترین رسوایی تعارض منافع در ویکی‌پدیا در زمان خود بود.
داستان این رسوایی توسط صدها منبع خبری به زبان انگلیسی و سایر زبان‌ها نقل شد. از جملهٔ این منابع می‌توان به کومسامولسکی پراودا، لو تمپس، لو موند، و دی تسایت اشاره کرد. این حلقهٔ ویرایش توسط رسانه‌های مختلف با نام‌هایی مانند ویرایشگران «کلاه‌سیاه» (تک‌کرانچ)، «ویرایش متقلبانه» (پی‌سی ورلد)، «اخاذی» (وایرد)، یک «کلاهبرداری باج‌خواهانه» (ایندیپندنت)، و یک «اتحادیهٔ گستردهٔ جرایم مجازی» (تینک‌پراگرس) مورد اشاره قرار گرفت.

## تاریخچه
در سال ۲۰۱۵، مدیران ویکی‌پدیای انگلیسی، ۳۸۱ حساب کاربری را مسدود کردند که بسیاری از آن‌ها پس از یک تحقیق و بررسی دوماهه که توسط ویرایشگران ویکی‌پدیا آغاز شده‌بود، مشکوک به حساب زاپاس همان افراد شناخته شده‌بودند. بیش از ۲۰۰ مقالهٔ ویکی‌پدیا که توسط این حساب‌ها ساخته شده‌بود، حذف شد.
نتیجهٔ تحقیقات ویکی‌پدیا، که با اشاره به نخستین حساب کشف‌شده «اورینج‌مودی» نام گرفت، نشانگر این بود که حساب‌های زاپاس مقالات حذف یا طرد شده با موضوع تجارت‌ها و افراد را در ویکی‌پدیا جستجو کرده‌بودند. بسیاری از این مقاله‌ها به دلیل دربرداشتن محتوای تبلیغاتی حذف شده‌بودند. این ویرایشگران، که برخی از آنان دارای جایگاه مدیریت در ویکی‌پدیا بودند، پس از آن در ازای انتشار و حفاظت از مقالهٔ تجارت‌ها، اقدام به اخاذی و دریافت پول از آن‌ها می‌کردند. در کنار تجارت‌ها، افرادی نظیر موسیقی‌دان کوبایی، دایرامیر گونزالز نیز هدف این حلقه بودند. خود مشارکت‌کنندگان این حلقه نیز در برخی موارد ممکن بود در حذف بعضی مقاله‌ها دخیل باشند.